# معمرة (جفال)
معمرة (بالفارسية: معامره) هي منطقة سكنية تقع في إيران في قسم جفال الريفي. يقدر عدد سكانها بـ 798 نسمة بحسب إحصاء 2016.